# Max Thieriot

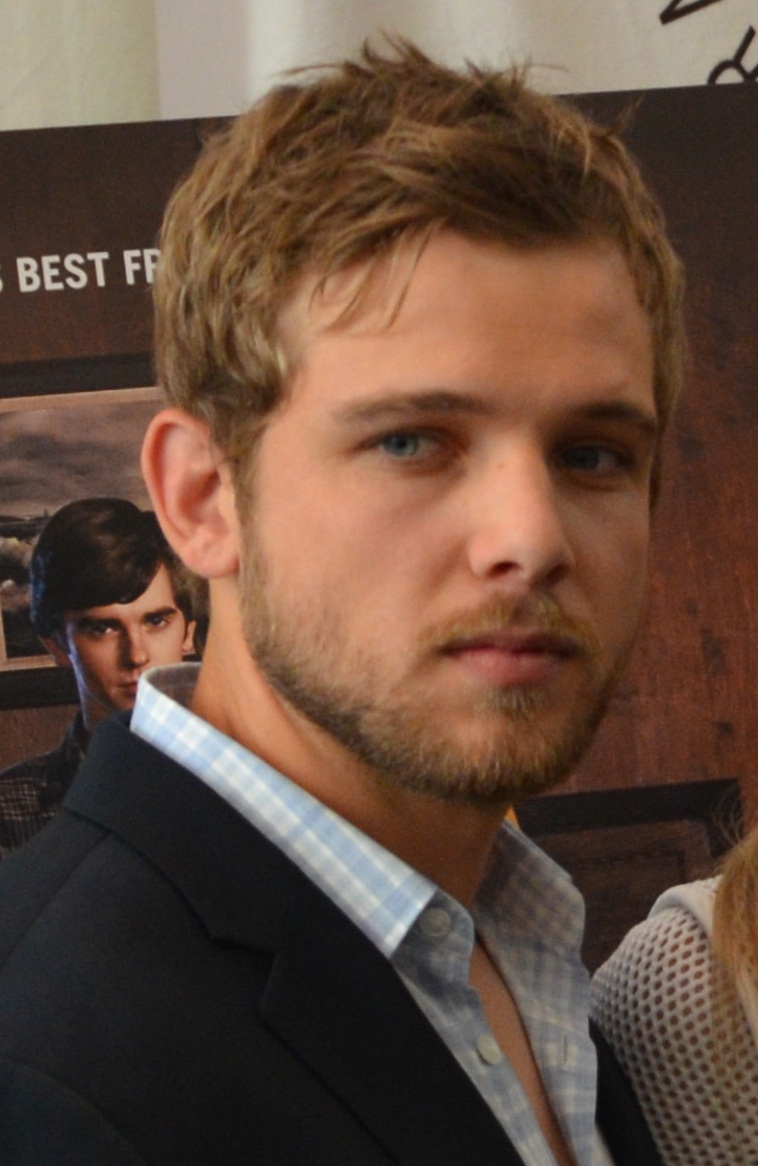
Max Thieriot (2013)

Maximillion „Max“ Drake Thieriot (* 14. Oktober 1988 in Los Altos Hills, Kalifornien) ist ein US-amerikanischer Schauspieler und Drehbuchautor.

## Leben und Karriere
Max Thieriot hat eine Schwester und einen Bruder. Sein Großvater väterlicherseits war Charles de Young Thieriot, der Besitzer und Publizist der San Francisco Chronicle, und ein Nachfahre der Young-Brüder, der Gründer dieser Zeitung. Aufgewachsen ist er in Occidental in Kalifornien. Seinen Schulabschluss erwarb er 2006 an der El Molino High School.
Entdeckt wurde Thieriot in einer Improvisations-Klasse. Er modelte für GAP und trat auch in zwei Kurzfilmen auf, bevor er 2004 in Mission: Possible – Diese Kids sind nicht zu fassen! sein Filmdebüt gab. Es folgten weitere Filme, unter anderem 2005 der Film Der Babynator sowie 2007 die Filme The Astronaut Farmer und Nancy Drew, Girl Detective. Im Jahr 2008 verkörperte er in dem Film Jumper eine jüngere Version der zentralen Hauptrolle, welche von Hayden Christensen gespielt wurde. Im Juni 2008 kam die Komödie Kit Kittredge: An American Girl mit Abigail Breslin in der Titelrolle in die Kinos.
Im Jahr 2009 übernahm er Hauptrollen in Atom Egoyans Chloe und in Wes Cravens Horrorfilm My Soul to Take. In Mark Tonderais Psychothriller House at the End of the Street, der am 21. September 2012 in den US-amerikanischen Kinos startete, ist Thieriot an der Seite von Jennifer Lawrence zu sehen. Von 2013 bis 2017 war er in der Fernsehserie Bates Motel neben Vera Farmiga und Freddie Highmore zu sehen. Von 2017 bis 2022 gehörte er zur Hauptbesetzung der Fernsehserie SEAL Team über die US-Spezialeinheit Navy SEALs. Danach entwickelte er zusammen mit Tony Phelan und Joan Rater die Serie Fire Country, in der er als Bode Donovan auch eine der Hauptfiguren spielt.
Am 1. Juni 2013 heiratete Max Thieriot Lexi Murphy. Im Dezember 2015 kam der gemeinsame Sohn zur Welt.

## Filmografie (Auswahl)
- 2004: Mission: Possible – Diese Kids sind nicht zu fassen! (Catch That Kid)
- 2005: Der Babynator (The Pacifier)
- 2006: Astronaut Farmer (The Astronaut Farmer)
- 2007: Nancy Drew – Girl Detective (Nancy Drew)
- 2008: Jumper
- 2008: Kit Kittredge: An American Girl
- 2009: Stay Cool – Feuer & Flamme (Stay Cool)
- 2009: Chloe
- 2010: My Soul to Take
- 2011: Dark Horse
- 2012: House at the End of the Street
- 2012: Disconnect
- 2013–2017: Bates Motel (Fernsehserie)
- 2015: Point Break
- 2017–2022: SEAL Team (Fernsehserie)
- seit 2022: Fire Country (Fernsehserie)